# Conspiration du Triangle
La conspiration du Triangle (en espagnol : Conspiración del Triángulo) est une conspiration contre le roi Ferdinand VII, qui prétendait établir un régime libéral en Espagne en février 1816.

## Présentation
La conspiration visait à séquestrer ou assassiner le roi Ferdinand VII d’Espagne à proximité de la porte d’Alcalá, à Madrid, lors d’une de ses sorties nocturnes, prendre le pouvoir et rétablir un régime libéral en restaurant la Constitution de 1812. Elle fut découverte le 21 février 1816, jour même où sa mise à exécution était prévue.
L’organisation était structurée entre une branche militaire — chargée de neutraliser le roi — et une branche politique — chargée de prendre le pouvoir —. La majorité de ses participants appartenaient à la franc-maçonnerie — organisation alors très influente parmi les officiers —,.
Elle tient son nom de son organisation « triangulaire » : chaque membre de la conspiration était chargé de recruter deux autres participants, ces derniers demeurant connus de lui seul, ce cloisonnement visant à rendre plus difficile son démantèlement. Ce fonctionnement s’avéra efficace puisque, en dépit de la torture pratiquée par les autorités, l’enquête ne permit pas de déterminer le nombre de participants ou l’identité de la majorité d’entre eux, dont seuls deux furent détenus.
Le principal conspirateur capturé fut le Valencien Vicente Richart (es), un fonctionnaire de l’administration militaire, livré à la police par deux grenadiers. Il est parfois présenté comme le chef de la conspiration, dont la taille serait réduite. Néanmoins, à la différence d’autres conspirations contre Ferdinand VII, notamment les pronunciamientos survenus en province — ceux de Porlier ou de Lacy et Milans del Bosch — une enquête approfondie fut menée, qui révéla que le projet devait être connu d’un grand nombre et était le résultat de plusieurs mois de gestation.
Les deux personnes détenues — Richart et un barbier complice — furent pendues après avoir été traînés derrière un char. Le premier fut ensuite décapité et sa tête fut mise sur une pique et exposée pendant plusieurs semaines près du lieu où l’attentat était prévu,.